# Студенческие строительные отряды в Башкортостане
Студенческие строительные отряды в Башкортостане — трудовые объединения студентов Башкортостана, созданные для работы в различных отраслях экономики. В Башкортостане первые студенческие строительные отряды образованы в середине 1960-х годов в БГУ (ныне Уфимский университет науки и технологий), УАИ, УНИ. В 1968 на базе БГУ (ныне Уфимский университет науки и технологий) сформирован первый в республике интернациональный студенческий строительный отряд для работы в округе Галле ГДР. В 70-е годы студенческие строительные отряды принимали участие в строительствеве железной дороги Белорецк—Чишмы, Мелеузовского химического завода, Ново-Стерлитамакской ТЭЦ, Октябрьского заводада “Автоприбор” и других объектов. В 1984 в студенческих отрядах насчитывалось 11 тысяч студентов.

## История возникновения студенческих строительных отрядов в Башкирии
В СССР моментом возникновения первого студенческого строительного отряда считается 1958 год.
Из Большой советской энциклопедии:Определяющим принципом деятельности ССО является органическое соединение процесса производства с учебно-воспитательным процессом высшей школы. Участие в ССО помогает будущему специалисту на практике применять приобретённые в вузе знания, овладевать организаторскими навыками и опытом общественно-политической деятельности, формирует коммунистическое отношение к труду.
На IX отчётно-выборной конференции комсомольской организации МГУ было принято решение о создании строительного отряда. В 1959 году 339 студентов-физиков МГУ имени М.В. Ломоносова отправились в Северо-Казахстанскую область осваивать целину. В региональных вузах, в том числе и в Башкирии начали создавать ССО. Первым башкирским ССО был отряд студентов Башкирского государственного университета (ныне Уфимский университет науки и технологий). Тогда группа студентов в составе пятнадцати человек по собственной инициативе выехали на строительство Усть-Илимской гидроэлектростанции. Комитет комсомола Уфимского авиационного института (ныне Уфимский университет науки и технологий) привлек своих студентов для строительства двух корпусов и спортивного зала собственного института. В 1963 году состоялась пробная поездка студентов БГУ (ныне Уфимский университет науки и технологий) в Казахстан по путёвке ЦК ВЛКСМ СССР. В составе отряда был будущий заведующий корреспондентским пунктом Российской ГТРК компании “Останкино”, собственный корреспондент газеты "Правда" Мадриль Гафуров. Он от увиденного азарта строек, охватившего молодёжь, начал пропагандировать необходимость создания ССО в Башкортостане. Его почин был услышан и поддержан. 11 марта 1964 года бюро Башкирского обкома ВЛКСМ приняло постановление о проведении в республике третьего трудового семестра. Этот год вошёл в историю, как год официального формирования студенческих отрядов в республике. Сразу же движение ССО в Башкирии начало разрастаться. На ударные стройки Уфа, Стерлитамака, Салавата выехали более трех тысяч студентов.
В 1965 году создается штаб ЦК ВЛКСМ, который курирует все вопросы связанные с ССО. По всей стране создаются отряды. География строек, на которых трудились бойцы ССО расширялась. В 1967 году семь вузов и двадцать два техникума отправили своих студентов на строительство газопровода Магнитогорск—Уфа—Средняя Азия, автозавода г. Тольятти.
В СССР 70—80-е годы формируются Всесоюзный студенческий отряд. Руководство студенческими отрядами осуществляли районные (зональные), областные, краевые и центральные штабы штабы. Студенты участвовали в строительстве промышленных, сельско-хозяйственных, культурно-бытовых и других объектов. В 1971 в строительных отрядах насчитывалось 428 тысяч, в 1975 — 636 тысяч, в 1980 — 822 тысяч, в 1985 — 830 тысяч человек.

### Студенческие интеротряды
В 1966 году Союз свободной немецкой молодёжи (ССНМ) ГДР организовал международный студенческий лагерь труда и отдыха в ГДР и разработал практику обмена студентами. Эта идея была поддержана партийным руководством СЕПГ ГДР. В дальнейшем заключались договора между учебными заведениями ГДР и стран социалистического лагеря.
В Башкирской АССР 1966 году был подписан договор о сотрудничестве между БГУ (ныне Уфимский университет науки и технологий) и Галльским университетом Германской Демократической Республики (ГДР). Через два года, летом 1968 года, во исполнение Постановления Бюро обкома ВЛКСМ от 16 июля 1968 года «Об обмене студенческими строительными отрядами между БГУ (ныне Уфимский университет науки и технологий) и университетом г. Галле ГДР». Первые студенты (21 боец) БГУ(ныне Уфимский университет науки и технологий) выехали в округ Галле ГДР на строительство нефтехимического предприятия «Буна - Верке». Интеротряд Галльского университета им. Мартина Лютера в свою очередь, приехал в Башкирскую АССР на сооружение Нефтекамского завода искусственных кож «Искож». В последующие годы сотрудничество между Башкирским обкомом ВЛКСМ комитетом ССНМ округа Галле продолжалось, и осуществлялось путем обмена делегациями по 40 человек с каждой стороны, интернациональными студенческими строительными отрядами. Обмен проводился один раз в год.
Отбор бойцов проходило по конкурсу. В отряд принимали только лучших студентов, общественников, имеющие опыт работы в студотрядах. Все кандидатуры обсуждались на комсомольских ячейках факультетов, на заседаниях комитета ВЛКСМ и парткома университета (института). С бойцами отряда проводились специальные занятия по истории и культуре, экономике и политике ГДР. Уделялось большое внимание политической зрелости студентов. Члены интеротряда должны были знать хорошо основные сюжеты из истории, географии и литературы СССР и Башкирской АССР.
Первые 6 лет движение ИССО республики обеспечивало только БГУ (ныне Уфимский университет науки и технологий). В 1974 году УНИ и БГПИ заключили аналогичные договора с немецкими коллегами из Мерзебургской технической школы и Высшей педагогической школы им. Крупской и создали соответственно свои первые интеротряды им. Матросова и «Дружба».
В 1986 году Башкирский сельскохозяйственный институт, заключив свой договор с Бернбургской высшей школой сельского хозяйства и пищевой промышленности, создает строительные интеротряды.
В Башкирской АССР 1987 году в студенческом лагере работало 124 студента зарубежных стран, таких как Куба, Вьетнам, Никарагуа. При этом из них 89 студентов были из округа Галле ГДР.

## Роспуск
После событий 1989 года, в т.ч. разрушения Берлинской стены, межвузовские интерлагеря не создавались.
А последующие события в стране и в мире ликвидируют возможности для развития этого движения. На XXII чрезвычайном съезде ВЛКСМ, созванном в Москве 27-28 сентября 1991 года было объявлено о самороспуске ВЛКСМ, после чего прекратила свою деятельность и Центральный штаб ССО, а с ним и все нижестоящие областные штабы. Движение студенческих отрядов остановилось с полным разрушением системы работы и механизмов взаимодействия. В итоге были утрачены все производственные связи и базовые ценности.

## Известные участники
- Временно исполняющий обязанности главы Республики Башкортостан Радий Хабиров в 1986 году был командиром интернационального студенческого отряда БГУ (ныне Уфимский университет науки и технологий) "Дружба".
- Ректор БГМУ Валентин Павлов в 1986 году был командиром студенческого строительного отряда БГМИ "Ровестник".
- Ректор УГНТУ Айрат Шаммазов был комиссаром вузовского строительного отряда.
- Бывший ректор Башкирского государственного педагогического университета им. М. Акмуллы Раиль Асадуллин трудился в интернациональном студенческом отряде "Товарищ", в городе Галле (ГДР).
- Заслуженный деятель науки РФ Эльшат Теляшев во время учёбы в вузе был командиром интернационального студенческого лагеря.
- Ректор Башкирского государственного аграрного университета (с 2008) Ильдар Габитов.
- Директор филиала УГАТУ в г. Стерлитамаке (2003—2006) Владимир Шолом.
- Председатель Правительства Республики Башкортостан (2015—2018) Рустэм Марданов.
- Известный в республике издатель книг о земляках уроженцах Башкортостана краевед Наиль Махмутов был участником студенческого интержвижения 1986—1987 гг.
- Ректор Башкирской академии государственной службы и управления при Главе Республики Башкортостан (с 2011) Сергей Лавреньев.
- Академик Академии наук Республики Башкортостан с 2009 года, ректор БГУ (2010—2013), (ныне Уфимский университет науки и технологий) Ахат Мустафин.